# Metacemyia aartseni
Metacemyia aartseni är en tvåvingeart som beskrevs av Zeegers 2007. Metacemyia aartseni ingår i släktet Metacemyia och familjen parasitflugor. Inga underarter finns listade i Catalogue of Life.